# Nikki Fritz

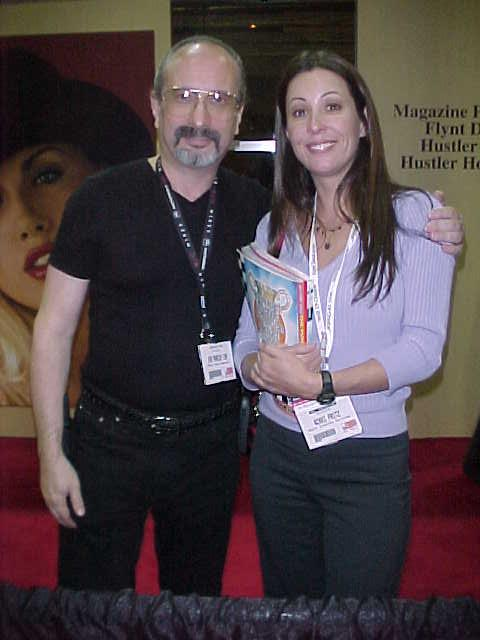
Nikki Fritz mit Ken Marcus

Nikki Fritz (* 7. April 1964 in Pittsburgh, Pennsylvania, eigentlich Nikki Goldstein; † 26. Februar 2020) war eine US-amerikanische Schauspielerin und Model.

## Karriere
Nach Schauspielunterricht durch Howard Fine erhielt Fritz ihre erste Nebenrolle im Film Spring Break von Columbia Pictures.
Im Laufe ihrer Karriere spielte sie einige Nebenrollen in großen Produktionen wie Go – Das Leben beginnt erst um 3.00 Uhr morgens und Diamond Men. Jedoch fand der Großteil ihres Schaffens in B-Movies statt. Sie arbeitete mit Regisseuren wie Jim Wynorski und Fred Olen Ray in zumeist erotischen Filmen. Auch arbeitete sie mehrfach mit dem Produzenten Roger Corman, wie beispielsweise in Die Insel der Riesen-Dinosaurier.
1996 erstellte sie eigene Webseite, um Werbung für sich zu machen. Sie beschreibt sich in Interviews selber als Internet-affin und beschreibt eine große Ähnlichkeit in dieser Hinsicht zu ihrer Rolle in der Fernsehserie Nightcap. Um sich komplett ihrem Auftritt im Internet zu widmen, zog sie sich 2005 aus dem Filmgeschäft zurück.
Nikki Fritz war auch in pornographischen Produktionen wie beispielsweise Cargo von Wicked Pictures und in Photoshootings zu sehen. Ihre Arbeit in diesem Genre beschränkt sich jedoch auf lesbische und softpornographische Darstellungen.
Sie war seit 2003 verheiratet mit dem Pornodarsteller Jonathan Morgan. Sie starb am 26. Februar 2020 an den Folgen von Leukämie.

## Filmografie (Auswahl)
- 1983: Spring Break
- 1994: Die Insel der Riesen-Dinosaurier (Dinosaur Island)
- 1995: Attack of the 60 Foot Centerfold
- 1995: Future Force – Virus der Apokalypse
- 1995: Showgirl Killers (Where Evil Lies)
- 1997: Hybrid
- 1998: The Exotic Time Machine
- 1999: Go
- 2000: The Bare Wench Project
- 2000: Diamond Men
- 2000–2001: The Money $hot (Fernsehserie)
- 2001: The Bare Wench Project 2: Scared Topless
- 2002: The Bare Wench Project 3: Nymphs of Mystery Mountain
- 2003: Cargo
- 2003: Bare Wench Project: Uncensored
- 2004: Curse of the Erotic Tiki / Bikini a Go Go
- 2004: Sinful Obsession
- 2005: Bare Wench: The Final Chapter
- 2005: The Witches of Breastwick 2